# Watson Pharmaceuticals
Cet article court présente un sujet plus développé dans : Actavis.
Watson Pharmaceuticals est une entreprise pharmaceutique située aux États-Unis, spécialisée dans la production de médicaments génériques. En avril 2012, Watson Pharmaceuticals acquiert l'entreprise Actavis pour 5,6 milliards de $ et se rebaptise du nom de la compagnie rachetée : Actavis.
Le code de cotation WPI est abandonné au profit de ACT.